# 伯官站
伯官站位于中华人民共和国辽宁省沈阳市浑南区高坎街道腰沟村，是建设中沈白高速铁路上的一座车站，预计2025年9月随沈白高速铁路开通而启用，车站规模为2台4线。

## 历史
本站在沈白高铁初步设计阶段和建设初期并未纳入计划之中。2022年中，伯官站获国铁集团和辽宁省人民政府共同批复，车站正式开工建设。
2025年3月，本站站名正式挂牌。

## 车站结构
车站站房面积达到8000平方米，以“浑河后浪，日出伯官”的建设风格为主题，彰显沈抚示范区的改革创新基因；造型设计上体现了“浑河之水，日出伯官”的意象。